# Catteville
Catteville är en kommun i departementet Manche i regionen Normandie i norra Frankrike. Kommunen ligger i kantonen Saint-Sauveur-le-Vicomte som tillhör arrondissementet Cherbourg. År 2022 hade Catteville 103 invånare.

## Befolkningsutveckling
Antalet invånare i kommunen Catteville
| Referens: INSEE |